# Quinn (voetbalspeler)
Quinn, geboren als Rebecca Catherine Quinn (Toronto, 11 augustus 1995), is een Canadees voetballer.
In 2021, op de Olympische Zomerspelen van Tokio in 2020, werd Quinn de eerste uit de kast, transgender, non-binaire atleet die deelnam aan de Olympische Spelen, de eerste die een medaille behaalde, en de eerste die een gouden medaille haalde.

## Statistieken
| Seizoen | Club              | Land      | Competitie | Wedstrijden | Doelpunten |
| ------- | ----------------- | --------- | ---------- | ----------- | ---------- |
| 2018    | Washington Spirit | USA       | NWSL       | 17          | 0          |
| 2018/19 | Paris FC          | Frankrijk | FD1        | 2           | 0          |
| 2019    | OL Reign          | USA       | NWSL       | 6           | 0          |
| 2020    | Vittsjö           | Zweden    | DAM        | 7           | 0          |
| 2021    | OL Reign          | USA       | NWSL       |             | 0          |
| Totaal  | Totaal            | Totaal    | Totaal     | 32          | 0ze        |

Laatste update: november 2020

## Interlands
Quinn speelde voor het Canadees nationale elftal O17, O20 en O23. In maart 2014 speelde Quinn voor het eerst voor het Canadees vrouwenelftal. In 2016 speelde Quinn op de Olympische Zomerspelen van Rio de Janeiro, waar Quinn een bronzen medaille haalde.
Op de Olympische Zomerspelen van Tokio speelt Quinn met het Canadees vrouwenelftal de finale, die na strafschoppen van Zweden wordt gewonnen.

## Privé
Quinn studeerde aan Duke University, en speelde in het universiteitsteam speelde.
In 2020 werd bekend dat Quinn transgender is. Omdat Quinn fysiek nog vrouw is, is uitkomen in het vrouwenvoetbal nog steeds mogelijk.